# Dick van der Wulp
Dick van der Wulp (Den Haag, 1 juni 1955) is een voormalige Nederlandse voetballer, die als middenvelder speelde.
Van der Wulp speelde tussen 1974 en 1977 bij ADO Den Haag. Hij speelde 35 wedstrijden in competitieverband, waarin hij 4 keer wist te scoren. Hij speelde 4 wedstrijden in de KNVB Beker waarin hij 1 keer wist te scoren. Vervolgens speelde hij bij FC Wageningen, waarna hij stopte met voetballen.

## Interlandcarrière
Als jeugdinternational speelde Van der Wulp voor zowel het Nederlands team onder 16 en 19 een paar wedstrijden.